# Henri Speckner
 (mai 2017).
Si vous disposez d'ouvrages ou d'articles de référence ou si vous connaissez des sites web de qualité traitant du thème abordé ici, merci de compléter l'article en donnant les références utiles à sa vérifiabilité et en les liant à la section « Notes et références ».
Henri Speckner (1876-1947) est un pionnier genevois de l'aviation.
Il réalise plusieurs vols de démonstration en Suisse romande sur un monoplan Blériot, notamment depuis l'Aéroport de Lausanne-Blécherette en 1910.